# Kolonnade (Versailles)

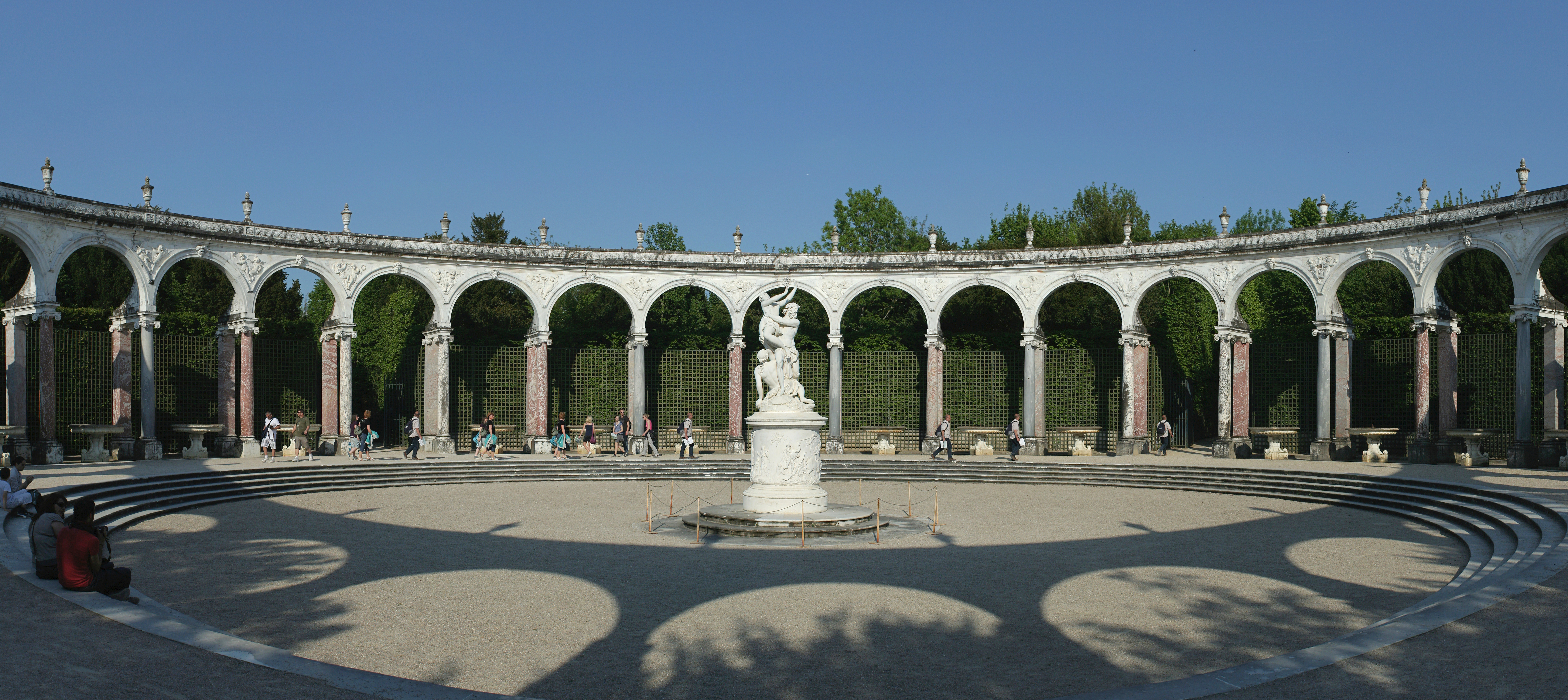
Die Kolonnade von Versailles

Die Kolonnade ist ein Boskett im Garten des Schlosses von Versailles in Frankreich. Sie wurde 1685 durch Jules Hardouin-Mansart anstelle eines älteren Bosketts von André Le Nôtre, dem sogenannten Quellenhain, errichtet.
Die eigentliche Kolonnade innerhalb des Bosketts ist ein kreisförmiges Bauwerk von 32 Metern Durchmesser. Sie wird durch 32 weiße und rosafarbene Säulenstellungen gebildet, die durch Arkaden verbunden sind, unter denen sich 32 Springbrunnen befinden. Den Mittelpunkt des Bosketts bildet eine Skulpturengruppe, welche die Entführung der Proserpina durch Pluto darstellt. Die Kolonnade ist eines der aufwändigsten Boskette des Versailles Schlossgartens. Sie diente, wie alle Boskette, ursprünglich als Salon unter freiem Himmel, in dem Konzerte und andere Aufführungen stattfanden.

## Fotos

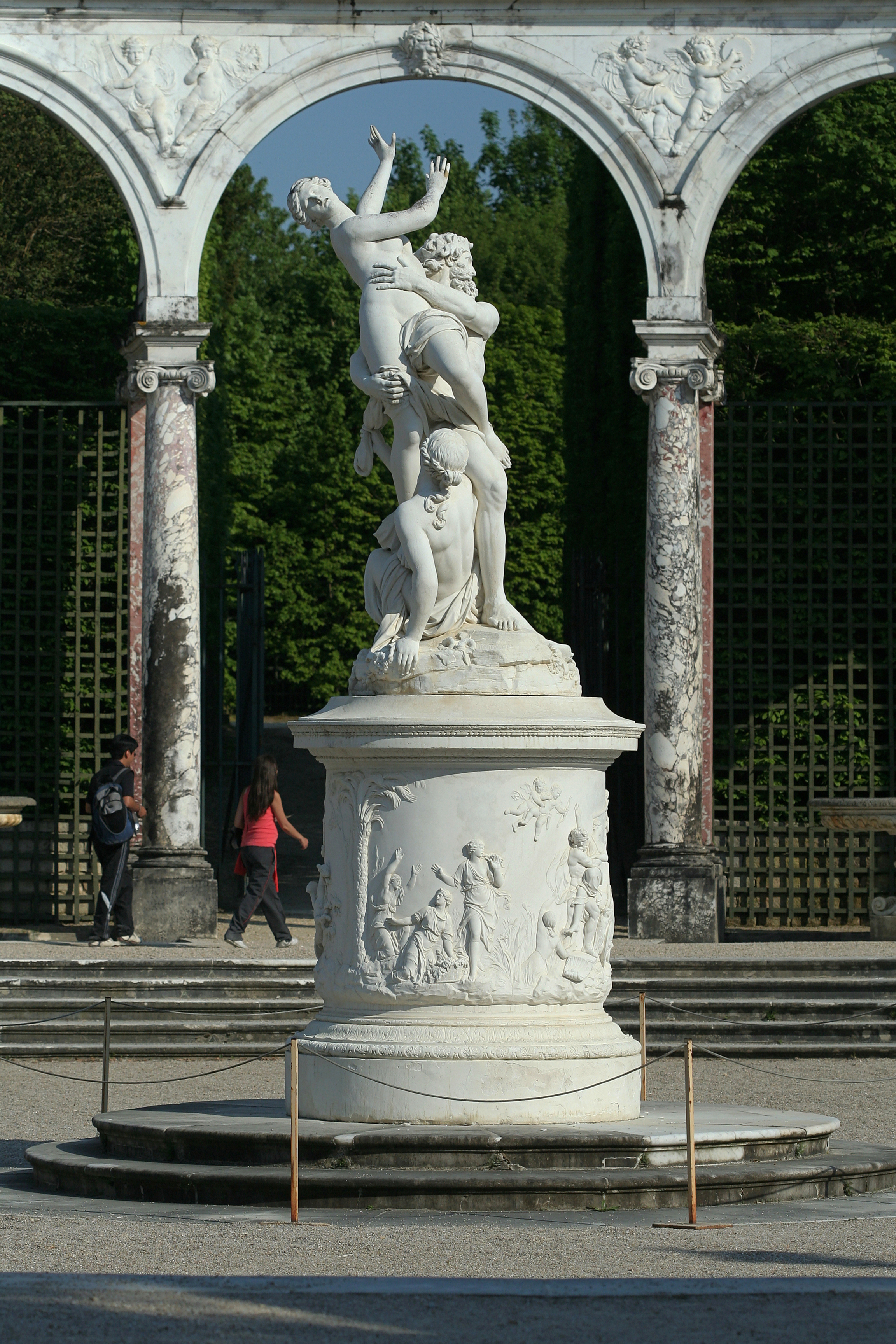
Die Entführung der Proserpina durch Pluto, von François Girardon.
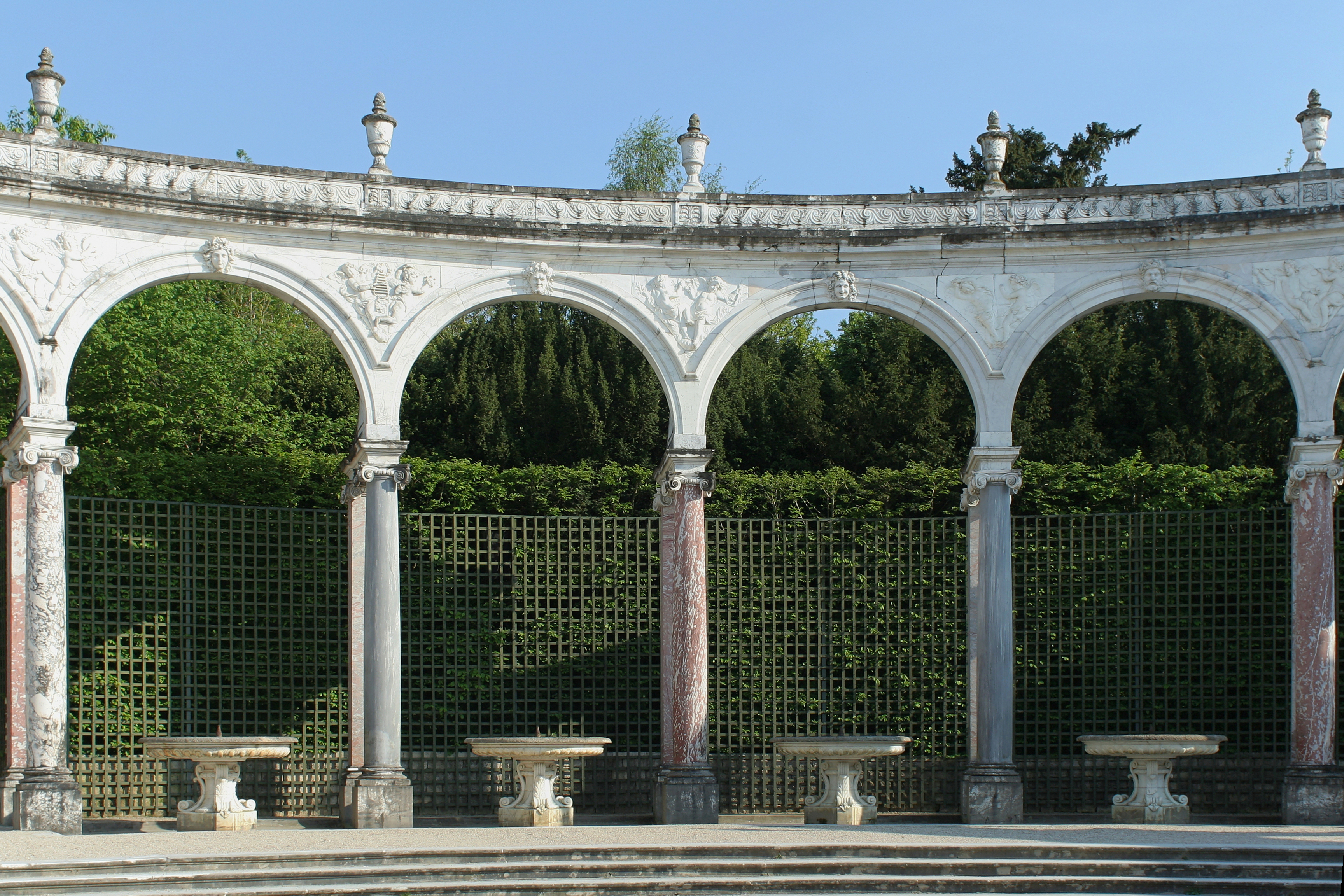
Springbrunnen der Kolonnade.